# Dźwięki nocy
Dźwięki nocy – trzeci singel, który promuje solowy album Anny Wyszkoni zatytułowany Życie jest w porządku. Został wydany 26 czerwca 2013 roku. Autorem tekstu jest Maciej Durczak, muzykę skomponował natomiast Robert Gawliński. Singel okazał się mniejszym sukcesem komercyjnym. Kompozycja ta była prezentowana przez artystkę podczas koncertów promujących album, z którego pochodzi ów singel.